# واله برشادلی
واله برشادلی (ترکی آذربایجانی: Valeh Bərşadlı Eyyub oğlu; زاده ۶ ژوئیهٔ ۱۹۲۷ در عیوض‌لی – درگذشت ۱۵ مهٔ ۱۹۹۹ در باکو) سیاست‌مدار اهل جمهوری آذربایجان بود.